# FK Senica
FK Senica (celým názvem: Futbalový klub Senica) je slovenský fotbalový klub, který sídlí ve městě Senica v Trnavském kraji. Založen byl v roce 1921 pod názvem Železná únia Senica. Od sezóny 2009/10 do sezony 2021/22 působil ve Fortuna lize – nejvyšší fotbalové soutěži v zemi.
Své domácí zápasy odehrává na stadionu FK Senica s kapacitou 5 070 diváků.

## Historie
Fotbalový klub ze Senice vznikl v roce 1921 pod názvem Železná únia Senica. Později byl přejmenován na AC Senica, v roce 1934 na FC Senica, poté na Sokol Chemické závody. Po roce 1969 byl název TJ SH Senica, později FK SH Senica až k dnešnímu FK Senica. Klub hrával v minulosti druhou, třetí i čtvrtou ligu, ve které nastupoval do konce sezony 2008/09. Poté se spojil s Interem Bratislava, který postoupil v témže ročníku do 1. ligy. Největšími rivaly Senice ve slovenské nejvyšší soutěži jsou FC Spartak Trnava a TJ Spartak Myjava.

## Sezóny v 1. slovenské lize

### Sezóna 2009/10
Historický první zápas v nejvyšší soutěži klub odehrál 10. 7. 2009 na půdě Slovanu Bratislava (prohra Senice 3:0). Na podzim mužstvo vedl Ladislav Hudec, který jej trénoval i v předešlém ročníku. V druhé části sezony klub trénoval Radim Nečas. Tým ve svém premiérovém ročníku obsadil na nováčka skvělé 6. místo. Nejlepším střelcem se stal se 6 brankami útočník Juraj Piroska. Kapitánskou pásku měl na ruce nejprve slovenský obránce Martin Laurinc a poté jeho krajan Ján Gajdošík, hrající taktéž v obraně. V létě 2009 došlo k rekonstrukci stadionu.

### Sezóna 2010/11
Před sezonou převzal mužstvo trenér Stanislav Griga, což se ukázalo jako dobrý krok. Klub skončil po 33 kolech na neuvěřitelném 2. místě a zajistil si účast v předkolech Evropské ligy. Nejlepším střelcem se stal český útočník Ondřej Smetana, který vsítil 18 branek. Kapitánem byl Ján Gajdošík.

### Sezóna 2011/12
Tým vedl stejně jako v ročníku 2010/11 Stanislav Griga a mužstvo po konci sezony obsadilo 4. místo. Klub si poprvé ve své historii zahrál o pohárovou Evropu, kde narazil na rakouský FC Red Bull Salzburg, který jej po 2 zápasech vyřadil. Tým v tomto ročníku poprvé postoupil do finále slovenského poháru, kde podlehl Žilině. Nejlepšími střelci se stali český záložník Jaroslav Diviš, slovenský záložník Tomáš Kóňa a panamský útočník Rolando Blackburn. Všichni vstřelili 5 branek. Kapitánem byl zpočátku Ján Gajdošík. Po jeho zranění, v jarní části ročníku, vykonávali tuto funkci střídavě český brankář Petr Bolek a Tomáš Kóňa.

### Sezóna 2012/13
Před začátkem ligy mužstvo převzal český trenér Zdeněk Psotka namísto Grigy, který odešel trénovat slovenskou reprezentaci. Psotka ale před jarní částí tým opustil a nahradil jej Vladimír Koník. Klub se po roční pauze radoval z druhého místa a stejně jako v předešlém ročníku nastupoval v předkolech Evropské ligy. V první z nich narazil na maďarský MTK Budapešť, který po dvou zápasech vyřadil a nastoupil v pořadí druhém předkole proti kyperskému Apoelu, kterému podlehl. Nejlepším střelcem se stal Rolando Blackburn, který dal 10 branek. Funkci kapitána vykonával Tomáš Kóňa. Při jeho zranění, na podzim, byl kapitánem český obránce Erich Brabec. V zimě začala rekonstrukce stadionu rozdělená na několik etap. V první fázi byly postaveny nové kryté tribuny za brankami, posunuté blíže k hrací ploše a byla nainstalována nová světelná tabule.

### Sezóna 2013/14
Před novou sezonou se stal koučem Eduard Pagáč, který doposud vedl senickou mládež. Tým si pod ním zahrál po třetí za sebou Evropskou ligu, kde podlehl ve 2. předkole srbské Podgorici. V průběhu jara převzal trenérskou taktovku Čech Pavel Hapal. Klub pod jeho vedením skončil v tabulce na 6. místě. Nejlepším střelcem se stal se 13 brankami Juraj Piroska, který na jaře vykonával funkci kapitána. V podzimní části nosil kapitánskou pásku na ruce Tomáš Kóňa. V zimě pokračovala rekonstrukce stadionu. Byla postavena nová krytá tribuna C (naproti hlavní), tribuny ve všech 4 obloucích a rovněž byla položena nová umělá tráva na tréninkovém hřišti (nejkvalitnější na Slovensku). Mužstvo v průběhu jara nastupovalo v nově vzniklé mezinárodní lize IFL, kterou vytvořila právě Senica.

### Sezóna 2014/15
Mužstvo v podzimní části ročníku vedl stejně jako na jaře Pavel Hapal, který v zimě odešel k slovenské reprezentaci do 21 let a nahradil ho Jozef Kostelník, který v průběhu jara skončil a novým koučem se stal Eduard Pagáč. Tým po třech sezonách postoupil do finále slovenského poháru, kde prohrál s FK AS Trenčín 2:3 po penaltovém rozstřelu. Klub skončil v sezoně na pátém místě. Nejlepším střelcem se stal český záložník Jan Kalabiška, který společně s žilinským Matejem Jelićem získal korunu krále střelců. Kapitánem byl v podzimní části ročníku Juraj Piroska. Po jeho odchodu převzal kapitánskou pásku Tomáš Kóňa. V posledních ligových kolech byl kapitánem český obránce Petr Pavlík.

### Sezóna 2015/16
Mužstvo na začátku sezony vedl Eduard Pagáč, kterého v září 2015 nahradil Slovák Juraj Sabol. Sabol ale neměl profesionální licenci, proto jako hlavní trenér oficiálně veden tehdejší sportovní manažer Dušan Vrťo. Mužstvo skončilo v tabulce až na desátém místě. Nejlepšími střelci se stali Slováci, konkrétně záložník Jakub Hromada a útočník Jozef Dolný. Kapitánskou pásku měl celý ročník na své ruce Petr Pavlík.

## Změny názvu klubu
- 1921 – Železná únia Senica
- 1928 – AC Senica (Athletic Club Senica)
- 1934 – FC Senica (Football Club Senica)
- 1946 – Sokol CHZ Senica (Sokol Chemické závody Senica)
- 1969 – TJ SH Senica (Telovýchovná jednota Slovenský hodváb Senica)
- 2002 – FC SH Senica (Football Club Slovenský hodváb Senica)
- 2009 – fúze s FK Inter Bratislava ⇒ FK Senica (Futbalový klub Senica)

## Cizinci v týmu
- Seznam všech cizinců v týmu od sezony 2009/10 naleznete zde.

## Úspěchy na domácí scéně
- Postup do 1. ligy 2008/09 po sloučení s Interem Bratislava
- 2. místo v 1. lize: 2010/11, 2012/13
- Finalista slovenského fotbalového poháru: 2011/12, 2014/15

## Umístění v jednotlivých sezónách
Stručný přehled
Zdroj: 
- 1964–1965: I. B trieda ZsFZ – sk. Západ
- 1966–1974: Krajský přebor – sk. Západ
- 1974–1976: Divize E
- 1976–1993: 1. SNFL
- 1993–1999: 3. liga – sk. Západ
- 1999–2001: 2. liga
- 2001–2002: 3. liga – sk. Západ
- 2002–2004: 2. liga
- 2004–2005: 3. liga – sk. Západ
- 2005–2006: 4. liga ZsFZ
- 2006–2009: 3. liga ZsFZ
- 2009–2022: 1. liga

Jednotlivé ročníky
Zdroj: 
Legenda: Z – zápasy, V – výhry, R – remízy, P – porážky, VG – vstřelené góly, OG – obdržené góly, +/− – rozdíl skóre, B – body, červené podbarvení – sestup, zelené podbarvení – postup, fialové podbarvení – reorganizace, změna skupiny či soutěže
| Československo (1964–1993) |                              |        |    |    |    |    |    |    |     |    |        |
| Sezóny                     | Liga                         | Úroveň | Z  | V  | R  | P  | VG | OG | +/− | B  | Pozice |
| 1964/65                    | I. B trieda ZsFZ – sk. Západ | 5      | 24 | 14 | 2  | 8  | 50 | 27 | +23 | 30 | 3.     |
| …                          |                              |        |    |    |    |    |    |    |     |    |        |
| 1966/67                    | Krajský přebor – sk. Západ   | 4      | 26 | 15 | 1  | 10 | 53 | 32 | +21 | 31 | 5.     |
| 1967/68                    | Krajský přebor – sk. Západ   | 4      | 28 | 9  | 8  | 9  | 36 | 30 | +6  | 26 | 5.     |
| 1968/69                    | Krajský přebor – sk. Západ   | 4      | 26 | 13 | 4  | 9  | 41 | 27 | +14 | 30 | 5.     |
| 1969/70                    | Krajský přebor – sk. Západ   | 5      | 25 | 12 | 7  | 6  | 55 | 40 | +15 | 31 | 3.     |
| 1970/71                    | Krajský přebor – sk. Západ   | 5      | 26 | 13 | 3  | 10 | 45 | 30 | +15 | 29 | 3.     |
| 1971/72                    | Krajský přebor – sk. Západ   | 5      | 26 | 12 | 9  | 5  | 44 | 22 | +22 | 33 | 3.     |
| 1972/73                    | Krajský přebor – sk. Západ   | 5      | 23 | 12 | 4  | 7  | 40 | 25 | +15 | 28 | 4.     |
| 1973/74                    | Krajský přebor – sk. Západ   | 5      | 28 | 17 | 4  | 7  | 50 | 28 | +22 | 38 | 1.     |
| 1974/75                    | Divize E                     | 4      | 26 | 9  | 3  | 14 | 34 | 43 | −9  | 21 | 12.    |
| 1975/76                    | Divize E                     | 4      | 26 | 18 | 1  | 7  | 43 | 23 | +20 | 37 | 1.     |
| 1976/77                    | 1. SNFL                      | 3      | 30 | 17 | 4  | 9  | 50 | 32 | +18 | 38 | 5.     |
| 1977/78                    | 1. SNFL                      | 2      | 30 | 10 | 10 | 10 | 37 | 40 | −3  | 30 | 8.     |
| 1978/79                    | 1. SNFL                      | 2      | 30 | 10 | 8  | 12 | 36 | 34 | +2  | 28 | 8.     |
| 1979/80                    | 1. SNFL                      | 2      | 30 | 15 | 4  | 11 | 45 | 31 | +14 | 34 | 4.     |
| 1980/81                    | 1. SNFL                      | 2      | 30 | 12 | 6  | 12 | 31 | 30 | +1  | 30 | 7.     |
| 1981/82                    | 1. SNFL                      | 2      | 30 | 10 | 11 | 9  | 33 | 28 | +5  | 31 | 7.     |
| 1982/83                    | 1. SNFL                      | 2      | 30 | 15 | 7  | 8  | 38 | 30 | +8  | 37 | 3.     |
| 1983/84                    | 1. SNFL                      | 2      | 30 | 10 | 9  | 11 | 30 | 36 | −6  | 29 | 7.     |
| 1984/85                    | 1. SNFL                      | 2      | 30 | 11 | 8  | 11 | 43 | 44 | −1  | 30 | 8.     |
| 1985/86                    | 1. SNFL                      | 2      | 30 | 14 | 6  | 10 | 42 | 34 | +8  | 34 | 3.     |
| 1986/87                    | 1. SNFL                      | 2      | 30 | 13 | 7  | 10 | 39 | 34 | +5  | 33 | 4.     |
| 1987/88                    | 1. SNFL                      | 2      | 30 | 11 | 7  | 12 | 33 | 28 | +5  | 29 | 9.     |
| 1988/89                    | 1. SNFL                      | 2      | 30 | 11 | 6  | 13 | 36 | 34 | +2  | 28 | 7.     |
| 1989/90                    | 1. SNFL                      | 2      | 30 | 11 | 8  | 11 | 43 | 35 | +8  | 30 | 5.     |
| 1990/91                    | 1. SNFL                      | 2      | 30 | 13 | 5  | 12 | 41 | 30 | +11 | 31 | 5.     |
| 1991/92                    | 1. SNFL                      | 2      | 30 | 10 | 6  | 14 | 38 | 51 | −13 | 26 | 14.    |
| 1992/93                    | 1. SNFL                      | 2      | 30 | 7  | 8  | 15 | 24 | 47 | −23 | 22 | 16.    |
| Slovensko (1993–)          |                              |        |    |    |    |    |    |    |     |    |        |
| Sezóny                     | Liga                         | Úroveň | Z  | V  | R  | P  | VG | OG | +/− | B  | Pozice |
| 1993/94                    | 3. liga – sk. Západ          | 3      | 30 | 9  | 9  | 12 | 39 | 43 | −4  | 27 | 9.     |
| 1994/95                    | 3. liga – sk. Západ          | 3      | 30 | 9  | 10 | 11 | 40 | 42 | −2  | 37 | 10.    |
| 1995/96                    | 3. liga – sk. Západ          | 3      | 30 | 10 | 8  | 12 | 44 | 40 | +4  | 38 | 10.    |
| 1996/97                    | 3. liga – sk. Západ          | 3      | 30 | 11 | 6  | 13 | 35 | 41 | −6  | 39 | 10.    |
| 1997/98                    | 3. liga – sk. Západ          | 3      | 32 | 12 | 8  | 12 | 46 | 38 | +8  | 44 | 6.     |
| 1998/99                    | 3. liga – sk. Západ          | 3      | …  | …  | …  | …  | …  | …  | …   | …  | 1.     |
| 1999/00                    | 2. liga                      | 2      | 34 | 15 | 8  | 11 | 61 | 54 | +7  | 53 | 8.     |
| 2000/01                    | 2. liga                      | 2      | 34 | 7  | 8  | 19 | 31 | 68 | −37 | 29 | 17.    |
| 2001/02                    | 3. liga – sk. Západ          | 3      | 30 | 19 | 7  | 4  | 47 | 18 | +29 | 64 | 1.     |
| 2002/03                    | 2. liga                      | 2      | 30 | 11 | 6  | 13 | 29 | 37 | −8  | 39 | 10.    |
| 2003/04                    | 2. liga                      | 2      | 30 | 3  | 8  | 19 | 23 | 54 | −31 | 17 | 15.    |
| 2004/05                    | 3. liga – sk. Západ          | 3      | …  | …  | …  | …  | …  | …  | …   | …  | 16.    |
| 2005/06                    | 4. liga ZsFZ                 | 4      | …  | …  | …  | …  | …  | …  | …   | …  | 12.    |
| 2006/07                    | 3. liga ZsFZ                 | 4      | …  | …  | …  | …  | …  | …  | …   | …  | 11.    |
| 2007/08                    | 3. liga ZsFZ                 | 4      | …  | …  | …  | …  | …  | …  | …   | …  | 8.     |
| 2008/09                    | 3. liga ZsFZ                 | 4      | …  | …  | …  | …  | …  | …  | …   | …  | 1.     |
| 2009/10                    | Corgoň liga                  | 1      | 33 | 12 | 7  | 14 | 34 | 44 | −10 | 43 | 6.     |
| 2010/11                    | Corgoň liga                  | 1      | 33 | 18 | 7  | 8  | 45 | 22 | +23 | 61 | 2.     |
| 2011/12                    | Corgoň liga                  | 1      | 33 | 15 | 12 | 6  | 47 | 23 | +24 | 57 | 4.     |
| 2012/13                    | Corgoň liga                  | 1      | 33 | 16 | 7  | 10 | 40 | 34 | +6  | 55 | 2.     |
| 2013/14                    | Corgoň liga                  | 1      | 33 | 13 | 7  | 13 | 45 | 47 | −2  | 46 | 6.     |
| 2014/15                    | Fortuna liga                 | 1      | 33 | 12 | 11 | 10 | 52 | 50 | +2  | 47 | 5.     |
| 2015/16                    | Fortuna liga                 | 1      | 33 | 7  | 9  | 17 | 30 | 48 | −18 | 30 | 10.    |
| 2016/17                    | Fortuna liga                 | 1      | 30 | 7  | 7  | 16 | 25 | 35 | −10 | 28 | 9.     |
| 2017/18                    | Fortuna liga                 | 1      | 32 | 6  | 8  | 18 | 29 | 58 | −29 | 26 | 11.    |
| 2018/19                    | Fortuna liga                 | 1      | 32 | 10 | 7  | 15 | 42 | 53 | −11 | 37 | 8.     |
| 2019/20                    | Fortuna liga                 | 1      | 27 | 6  | 8  | 13 | 26 | 40 | −14 | 26 | 10.    |
| 2020/21                    | Fortuna liga                 | 1      | 32 | 8  | 9  | 15 | 31 | 51 | -20 | 33 | 11.    |
| 2021/22                    | Fortuna liga                 | 1      | 32 | 9  | 7  | 16 | 29 | 51 | -22 | 34 | 10.    |

Poznámky:
- 2008/09: Klub se po sezóně sloučil s bratislavským Interem, díky čemuž mu připadla prvoligová licence pro ročník 2009/10.

## Výsledky v evropských pohárech
| Sezóna  | Soutěž             | Kolo        | Soupeř            | Doma | Venku | Celkem | Postup  |
| ------- | ------------------ | ----------- | ----------------- | ---- | ----- | ------ | ------- |
| 2011/12 | Evropská liga UEFA | 3. předkolo | Red Bull Salzburg | 0:3  | 0:1   | 0:4    | vyřazen |
| 2012/13 | Evropská liga UEFA | 1. předkolo | MTK Budapešť      | 2:1  | 1:1   | 3:2    | postup  |
| 2012/13 | Evropská liga UEFA | 2. předkolo | APOEL             | 0:1  | 0:2   | 0:3    | vyřazen |
| 2013/14 | Evropská liga UEFA | 2. předkolo | Mladost Podgorica | 0:1  | 2:2   | 2:3    | vyřazen |

## Seznam trenérů
| Období    | Nár.      | Trenér          |
| --------- | --------- | --------------- |
| 2009–2010 | Slovensko | Ladislav Hudec  |
| 2010      | Česko     | Radim Nečas     |
| 2010–2012 | Slovensko | Stanislav Griga |
| 2012–2013 | Česko     | Zdeněk Psotka   |
| 2013      | Slovensko | Vladimír Koník  |
| 2013–2014 | Slovensko | Eduard Pagáč    |
| 2014      | Česko     | Pavel Hapal     |
| 2015      | Slovensko | Jozef Kostelník |
| 2015      | Slovensko | Eduard Pagáč    |
| 2015–2016 | Slovensko | Dušan Vrťo      |
| 2016      | Česko     | Aleš Čvančara   |
| 2016–     | Slovensko | Miroslav Mentel |